# Kassari
Kassari er en lille estisk ø, der ligger lige syd for den noget større Dagø. Kassari har et areal på 19,3 km² og omkring 300 indbyggere. Øen opstod først for omkring 3.000 år siden og er meget lav; det højeste punkt er blot 15 m.o.h. Øen hører administrativt til amtet Dagø (Hiiumaa).

## Galleri
- Kirken på Kassari
- Landtungen på Kassari
- Dæmningen mellem Hiiumaa og Kassari

## Eksterne links
- Wikimedia Commons har flere filer relateret til Kassari

58°48′N 22°50′Ø / 58.8°N 22.83°Ø